# Cirrodistis
Cirrodistis é um gênero de traça pertencente à família Arctiidae.